# Vol Lufthansa 2904
Le vol Lufthansa 2904 est un vol de la compagnie allemande Lufthansa entre Francfort et Varsovie assuré par un Airbus A320. L'avion a raté son atterrissage à l'aéroport de Varsovie (Pologne) le 14 septembre 1993 et est sorti de la piste. L'accident a fait deux morts, le copilote et un passager, et a détruit l'appareil.

## L'avion

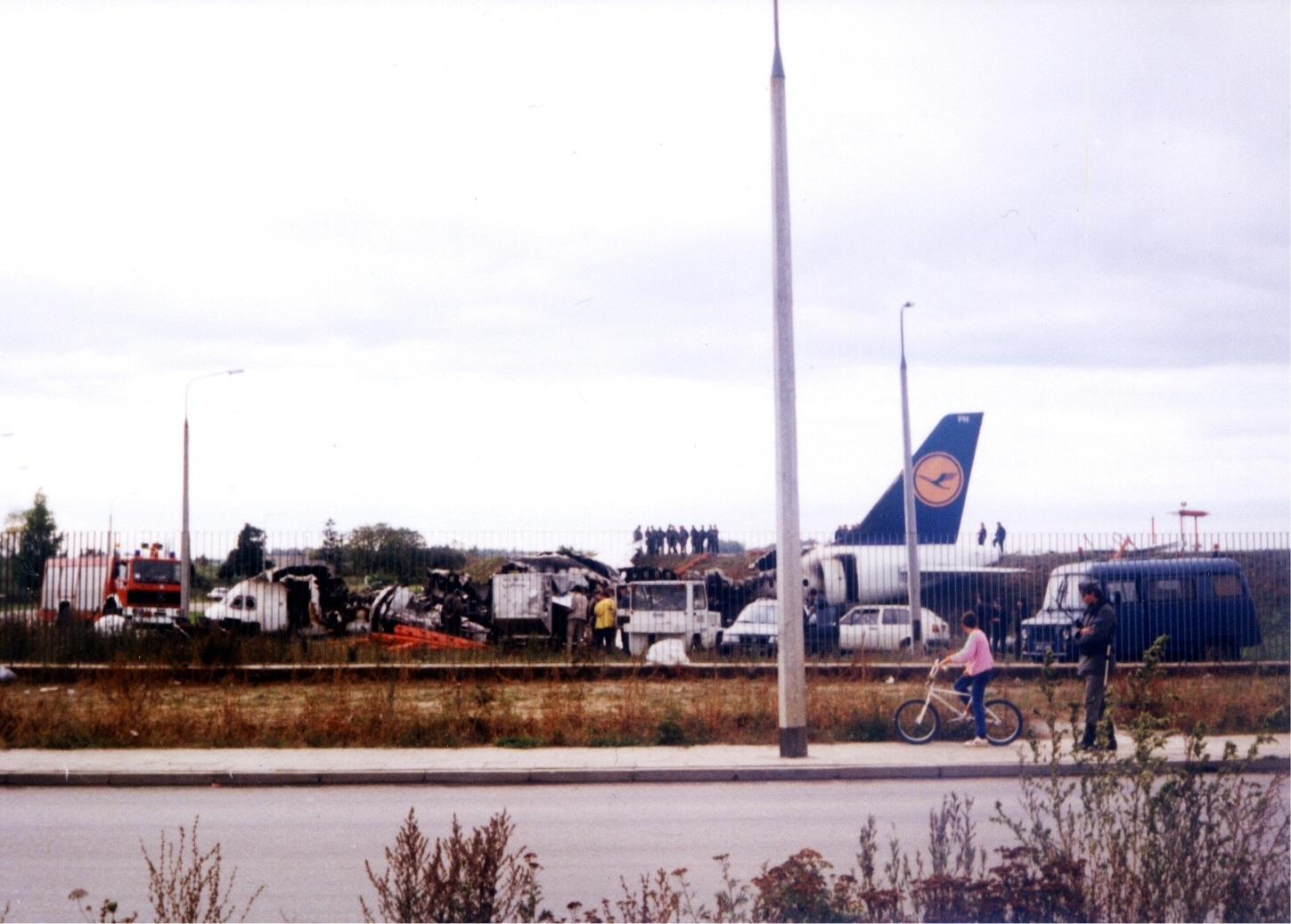
L'épave de l'appareil après l'accident.

L'avion est un Airbus A320-211, immatriculé D-AIPN et fabriqué en 1990. Il avait volé 7 546 h et effectué 6 721 cycles. Il était équipé de deux réacteurs CFMI CFM56-5A1.

## L'équipage
- Commandant de bord : homme de 47 ans, pilote en fonction, il avait volé 12 778 h, dont 1 440 sur Airbus A320.
- Copilote : homme de 47 ans, pilote non en fonction, il laisse derrière lui 11 361 h de vol, dont 1 595 sur Airbus A320.

## Le vol

Les freins ne peuvent être activées que lorsque les deux amortisseurs des trains principaux sont comprimés, cependant, dans le cadre de la procédure normale pour un fort vent de cisaillement à l'atterrissage, le train droit peut toucher le sol en premier. Ce n'est que lorsque le train gauche est lui aussi en contact avec le sol, que l'ordinateur de bord autorise le freinage des roues. Mais même là, un délai pouvant aller jusqu'à quatre secondes selon le mode de freinage est appliqué

Le vol 2904 décolle à 14 h 27 (UTC) de l'aéroport de Francfort à destination de l'aéroport Okęcie de Varsovie avec à son bord six membres d'équipage et 64 passagers. Après une croisière au FL 330 (10 065 m), il entame son approche à 15 h 14 (UTC). Peu avant l'atterrissage, le contrôleur aérien signale à l'équipage des vents de cisaillement. 
À 15 h 43 (UTC), il atterrit sur la piste 11, détrempée par la pluie. Pour compenser les effets du cisaillement, les pilotes essayent d'atterrir avec l'avion légèrement penché sur la droite. Ils atterrissent également avec une vitesse supérieure de 20 nœuds à la vitesse habituelle. Selon le manuel de procédure, ces manœuvres sont correctes selon les conditions météo rapportées. Mais le rapport météo n'est plus à jour. Au moment où l'avion touche le sol, le vent de travers annoncé a tourné en vent arrière. 
En raison de ce dernier et de la vitesse supérieure de 20 nœuds, l'avion touche le sol à 170 nœuds et au-delà du seuil. Le train droit de l'appareil atterrit après 770 m et le train gauche, neuf secondes plus tard, après 1 525 m, retardant le déploiement des spoilers et des inverseurs de poussée, ces systèmes ne pouvant se déclencher qu'après la compression des amortisseurs. Les freins se déclenchent quatre secondes après l'atterrissage complet (lorsque la vitesse de rotation des roues atteint ou dépasse les 72 nœuds). Voyant la fin de la piste arriver avec un obstacle au bout, le pilote dévie l'appareil vers la droite. Il quitte la piste à la vitesse de 72 nœuds (133 km/h) et roule 90 m avant de percuter avec son aile gauche un remblai et une antenne LLZ, déclenchant un incendie sur l'aile qui se propage dans la cabine passagers. L'appareil s'immobilise dans l'herbe.

## Bilan
Sur les 70 personnes à bord, on dénombre deux victimes (le copilote et un passager) et 56 blessés. Le copilote est tué à l'impact et un passager, incapable de quitter l'appareil, semblant avoir perdu connaissance à cause de la fumée qui avait envahi la cabine. L'appareil est détruit par l'incendie.

## Enquête
La principale cause de cet accident est le retard dans l'application du système de freinage, combiné aux effets de la pluie et d'un vent arrière à la place des cisaillements de vent anticipés. Ces cisaillements étaient le résultat du front dépressionnaire qui passait alors au-dessus de l'aéroport, provoquant d'intenses variations du vent ainsi que de fortes pluies.

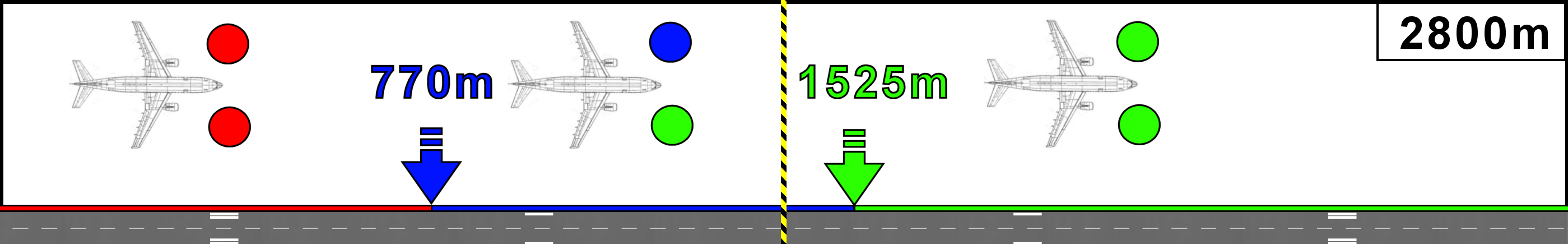
Illustration de la distance par rapport au toucher des roues du train d'atterrissage sur la piste. La ligne rayée marque 1400 m, qui divise la piste en deux. Le rouge indique que le train d'atterrissage n'a pas touché le sol, le bleu indique un aquaplanage et le vert indique que les roues sont au sol.

Pour s'assurer que le système d'inverseur de poussée et les spoilers ne s'activent que dans une situation d'atterrissage, toutes les conditions suivantes doivent être remplies pour que le logiciel autorise l'activation de ces systèmes : 
- il doit y avoir une pression de plus de 12 tonnes (~117 500 N) sur chaque train d'atterrissage ;
- les roues de l'avion doivent tourner à plus de 72 nœuds ;
- les manettes de poussée des moteurs doivent être en position ralenti (ou inversée).

Après l'enquête, Airbus modifia les paramètres d'atterrissage, non sur la logique du programme informatique, mais en changeant les capteurs sur le châssis des trains. Ceux-ci agissent désormais dès une pression de 2 tonnes (~19 615 N) au lieu de 12 tonnes précédemment.